# Канзас (річка)
Ка́нзас (англ. Kansas River) — річка на північному сході штату Канзас, США. Її також називають річкою Кау. Права притока річки Міссурі. Довжина річки становить 238 км, середня витрата води — 205 м³/с. Канзас осушує територію площею 158770 км2, включаючи північ штату Канзас та частини півдня шату Небраска та сходу штату Колорадо (89 160 км² водозбору річки Канзас знаходяться в штаті Канзас, 16 916 км² — в Небрасці і 8775 км² — в Колорадо).
На річці розташоване місто Канзас-Сіті. Сама річка тече переважно в східному напрямку впадає в Міссурі на висоті 219 м над рівнем моря в 2 ½ км від м. Канзас-Сіті. Канзас утворюється при злитті річок Репаблікан і Смокі-Хілл, на схід від міста Джанкшен-Сіті, округ Гірі. Протяжність річки Канзас разом з річкою Репаблікан становить 1196 км, що робить її двадцять першою за довжиною річкою США. Майже весь басейн річки займають Великі рівнини.
Канзас зрошує родючі степи, багаті смолистим вугіллям. Вздовж усієї течії її берегом тягнеться Канзасько-Тихоокеанська залізнична дорога. Канзас є малосуднохідною річкою. Періодичні повені (особливо в 1951, 1977 та 1993 роках) завдали значної шкоди будівлям та фермам вздовж течії річки, особливо у сильно розвиненій зоні Канзасу.
Річка дала назву штату Канзас. Назва річки бере своє ім'я від назви індіанського народу канза, який проживав на північному сході сучасного штату Канзас.